# Pseudochazara williamsi
Pseudochazara williamsi és una espècie de lepidòpter papilionoïdeu de la família dels nimfàlids (Nymphalidae) endèmica del sud de la península Ibèrica.

## Distribució
Endèmica de la península Ibèrica, es troba localment en zones muntanyoses del sud-est d'Espanya, com són Sierra Nevada, Sierra de Gádor, Sierra de Baza, Sierra María, Sierra de Orce i macizo de Revolcadores, a les províncies de Granada, Almeria i la Regió de Múrcia. Es considera extinta de la Sierra de los Filabres, Sierra de Guillimona i Sierra Espuña.

## Descripció
Sense dimorfisme sexual aparent. Anvers de color bru fosc amb una banda ataronjada pàl·lida a la part exterior, que inclou dos ocels negres amb centre blanc a l'ala anterior i un de petit a l'ala posterior. Revers de l'ala anterior similar a l'anvers, però més clar, i ala posterior marronosa amb diverses fines línies negres en ziga-zaga.

## Hàbitat
Vessants secs i herbosos, amb àrees rocoses despullades de vegetació. Rang altitudinal des dels 1400 m fins als 2700 m. L'eruga s'alimenta de gramínies, com ara Festuca.

## Període de vol i hibernació
Vola en una sola generació entre finals de juny i finals de juliol. Hiberna com a eruga.